# William Nierenberg
William Nierenberg (né le 13 février 1919, mort le 10 septembre 2000) est un physicien américain qui a travaillé entre autres sur le projet Manhattan. Ses domaines de recherche étaient la physique nucléaire et l'océanographie.

## Biographie
William Nierneberg est né en 1919 dans le  Lower East Side à New York, fils de modestes émigrants juifs originaires d'Autriche-Hongrie. Il entre à l'Université de Columbia en 1939 et travaille sur le projet Manhattan pendant la guerre, avant de finir ses études à l'université.
Il a été nommé professeur de physique en 1954. Il a été assistant auprès du secrétaire général des affaires scientifiques de l'OTAN. En 1965 il accepte la direction d'un institut de recherche en océanographie, pour lequel il travaille jusqu'en 1986. Il est le cofondateur du George C. Marshall Institute en 1984.
Il meurt d'un cancer à l'âge de 81 ans.

## Prix
Il reçoit en 1977 le Prix William Procter pour les réalisations scientifiques, et en 1979 le Richtmyer Memorial Award.

## Hommages
Le Prix Nierenberg est créé afin d'honorer sa mémoire.
Un bâtiment du campus du Scripps Institution of Oceanography porte son nom.